# Hertog van Rivoli

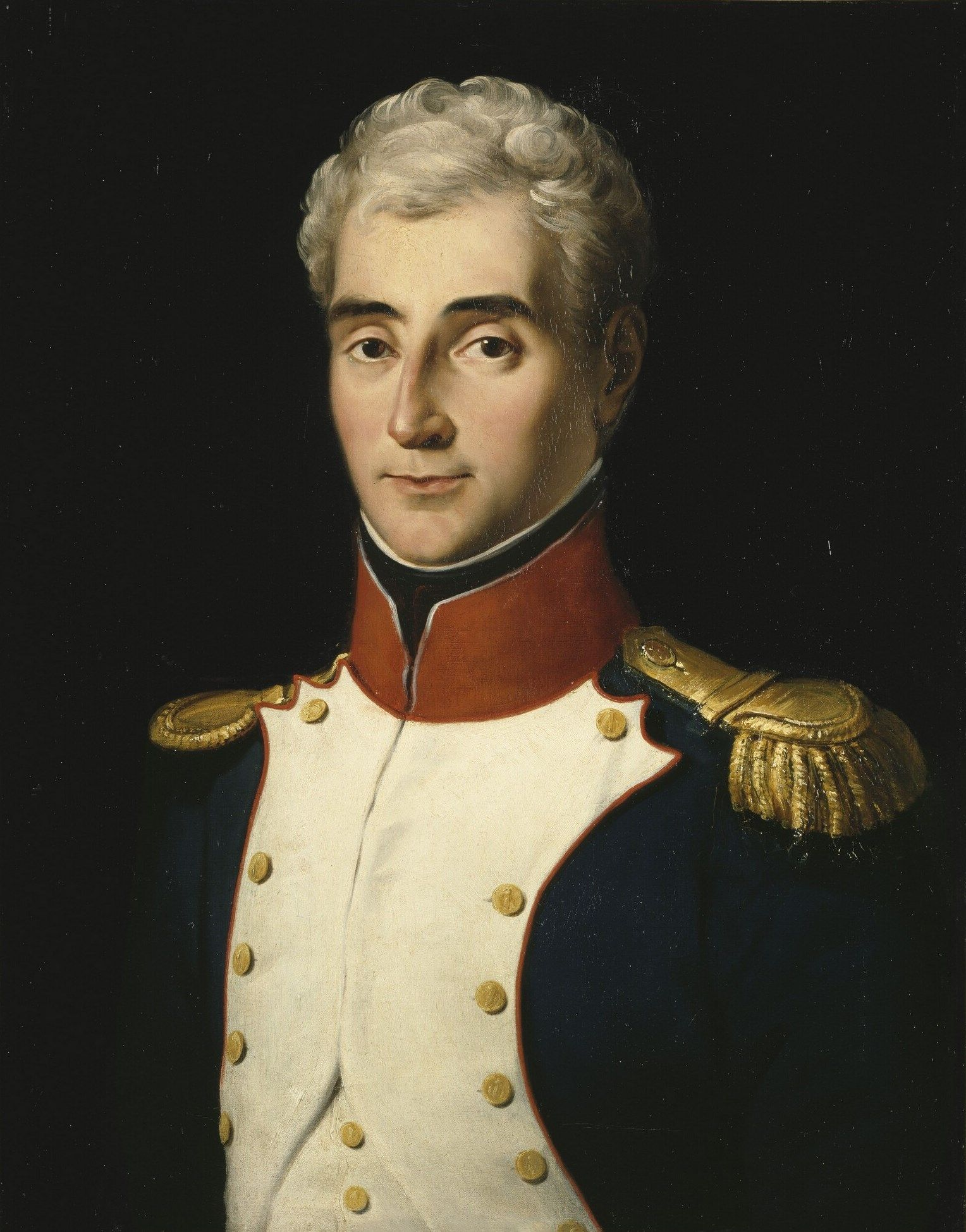
André Masséna, 1e hertog van Rivoli (1758-1817)

De titel van Hertog van Rivoli (Frans: duc de Rivoli) werd op 19 maart 1808 door keizer Napoleon I gecreëerd voor zijn maarschalk André Masséna en wordt sindsdien door zijn nazaten van het geslacht Masséna gevoerd.

## Geschiedenis
Napoleon creëerde voor verschillende van zijn maarschalken hertogtitels. Deze is ontleend aan de slag bij Rivoli (14-15 januari 1797). Maarschalk André Masséna (1758-1817) kreeg in 1808 deze hertogstitel als een overwinningstitel en ter herinnering aan zijn bijdrage aan die veldslag. Masséna ontving zijn patentbrieven op 24 april 1808 waarna hij de titel kon gaan voeren. In 1809 kreeg hij tevens de titel van prins van Essling.

## Opeenvolgende hertogen
1. 1808-1817 : André Masséna (1758-1817), 1e hertog van Rivoli, 1e prins van Essling, maarschalk
2. 1817-1863 : François Victor Masséna (1799-1863), 2e hertog van Rivoli, 3e prins van Essling, zoon van voorgaande
3. 1863-1910 : Victor Masséna (1836-1910), 3e hertog van Rivoli, 5e prins van Essling, zoon van voorgaande
4. 1910-1974 : André Prosper Victor Eugène Napoléon Masséna (1891-1974), 4e hertog van Rivoli, 6e prins van Essling, zoon van voorgaande
5. 1974-heden : Victor André Masséna (1950), 5e hertog van Rivoli, 7e prins van Essling, zoon van voorgaande